# Micropera obtusa
Micropera obtusa là một loài thực vật có hoa trong họ Lan. Loài này được (Lindl.) Tang & F.T.Wang mô tả khoa học đầu tiên năm 1951.